# Zagatala
Zaqatala (en azerí:  Zaqatala) es una localidad de Azerbaiyán, capital del raión homónimo.
Se encuentra a una altitud de 503 m sobre el nivel del mar. 

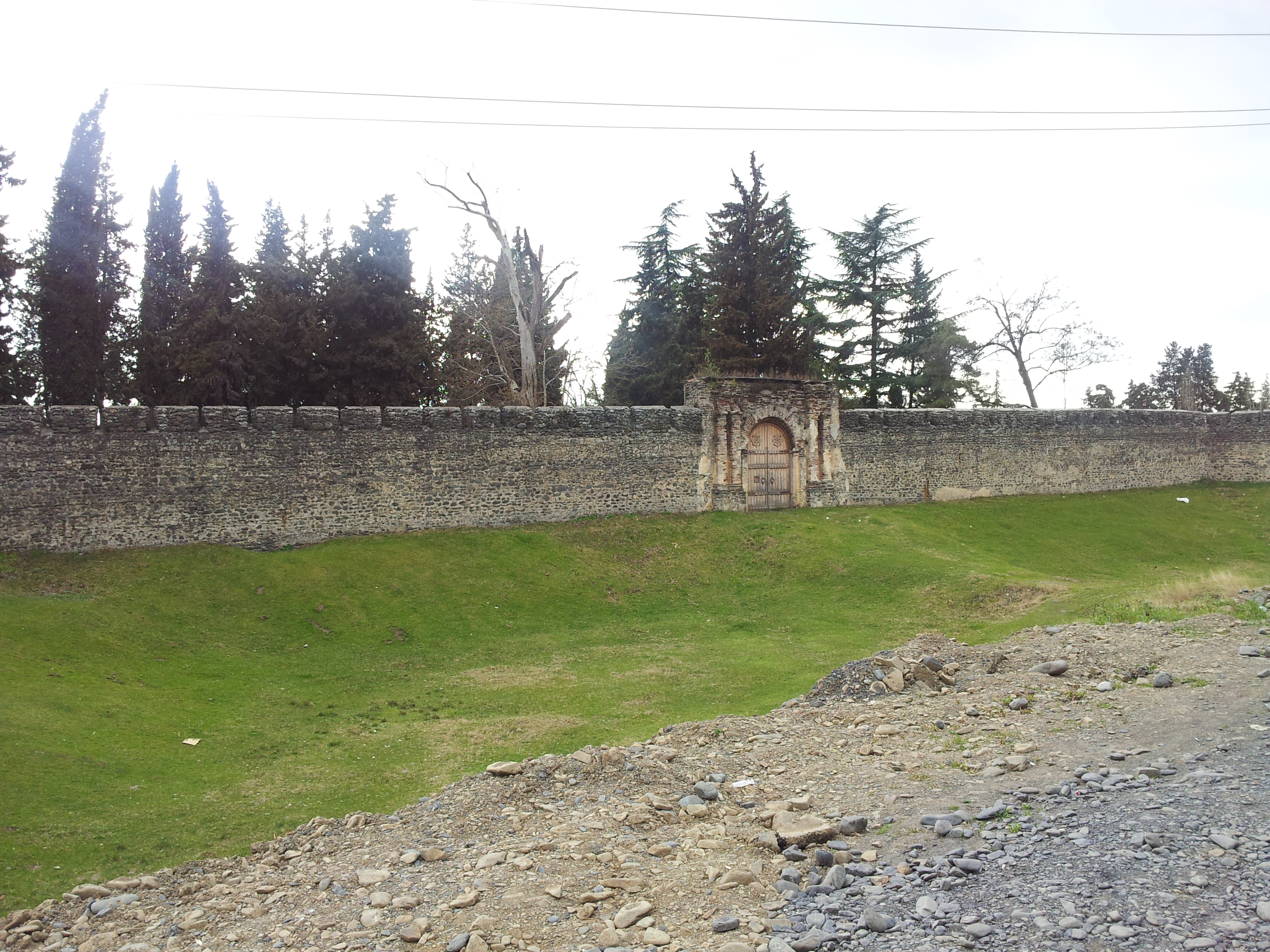
Fortaleza de Zagatala

## Demografía
Según estimación 2010 contaba con 19250 habitantes.